# Terminus Terrebonne
Cet article concerne le terminus. Pour la ville de Terrebonne, voir Terrebonne.
Ne doit pas être confondu avec Gare Terrebonne.
Le terminus Terrebonne est un terminus métropolitain du Réseau de transport métropolitain situé dans la ville du même nom. La grande majorité des circuits d'autobus d'Exo Terrebonne-Mascouche y transitent. Ce terminus constitue un point de correspondance de plusieurs lignes d'autobus des villes de Terrebonne et de Mascouche. 

## Autobus

### Exo Terrebonne-Mascouche
Au total, vingt-cinq lignes d'Exo Terrebonne-Mascouche desservent le terminus. 
| Numéro | Nom                                              | Numéro | Nom                                              |
| ------ | ------------------------------------------------ | ------ | ------------------------------------------------ |
| 1      | Terrebonne - Mascouche                           | 20     | Terrebonne - Mascouche                           |
| 2      | Terrebonne - Mascouche                           | 21     | Terrebonne - Mascouche                           |
| 3      | Terrebonne - Mascouche                           | 23     | Terrebonne - Sainte-Thérèse                      |
| 4      | Terrebonne - Mascouche                           | 25     | Terrebonne - Montréal                            |
| 5      | Terrebonne - Bois-des-Filion                     | 25B    | Terrebonne - Montréal                            |
| 8      | Terrebonne (secteur centre)                      | 27     | Terrebonne - Cité du sport - Cégep de Terrebonne |
| 9      | Terrebonne (secteur ouest)                       | 30     | Terrebonne - Montréal - Terminus Radisson        |
| 11     | Terrebonne - Lachenaie                           | 30G    | Terrebonne - Montréal - Terminus Radisson        |
| 14     | Terrebonne - La Plaine                           | 41     | Terrebonne - Mascouche                           |
| 17     | Terrebonne - La Plaine                           | 45     | Terrebonne - Bois-des-Filion                     |
| 18     | Terrebonne - Cité du sport - Cégep de Terrebonne | 48     | Terrebonne (secteur centre)                      |
| 19     | Terrebonne - Terminus Montmorency                | 418    | Terrebonne - Gare Mascouche                      |
| 19G    | Terrebonne - Cinéma Guzzo - Terminus Montmorency |        |                                                  |

1. ↑  « Les zones tarifaires », sur Autorité régionale de transport métropolitain, juillet 2022 (consulté le 1er juillet 2022)
2. ↑  « Exo », sur exo.quebec (consulté le 1er juin 2019)